# Elección para gobernador de Wisconsin de 2010
La elección para gobernador de Wisconsin de 2010 tuvo lugar el 2 de noviembre. El gobernador titular Jim Doyle no se postuló para la reelección.

## Primaria republicana

### Candidatos

#### Declarados
- Mark Neumann, exrepresentante de los Estados Unidos y candidato al Senado de los Estados Unidos en 1998
- Scott Paterick[4]
- Scott Walker, ejecutivo del condado de Milwaukee[5]

#### No calificados
- William Ingram, conductor de camión y candidato por escrito en las elecciones presidenciales de Estados Unidos de 2008
- John Schless[5]

### Resultados
|  | 58.59 % |

|  | 38.71 % |

|  | 2.70 % |

|  | 100 % |

## Primaria demócrata

### Candidatos

#### Declarados
- Tom Barrett, alcalde de Milwaukee y exrepresentante de Estados Unidos
- Tim John

#### No calificados
- Jared Gary Christiansen
- Dominic Reinwand[7]

### Resultados
|  | 90.45 % |

|  | 9.55 % |

|  | 100 % |

## Resultados
|  | 52.29 % |

|  | 46.52 % |

|  | 0.49 % |

|  | 0.38 % |

|  | 0.31 % |

|  | 100 % |

|  | 49.0 % |